# Castello di Varsi

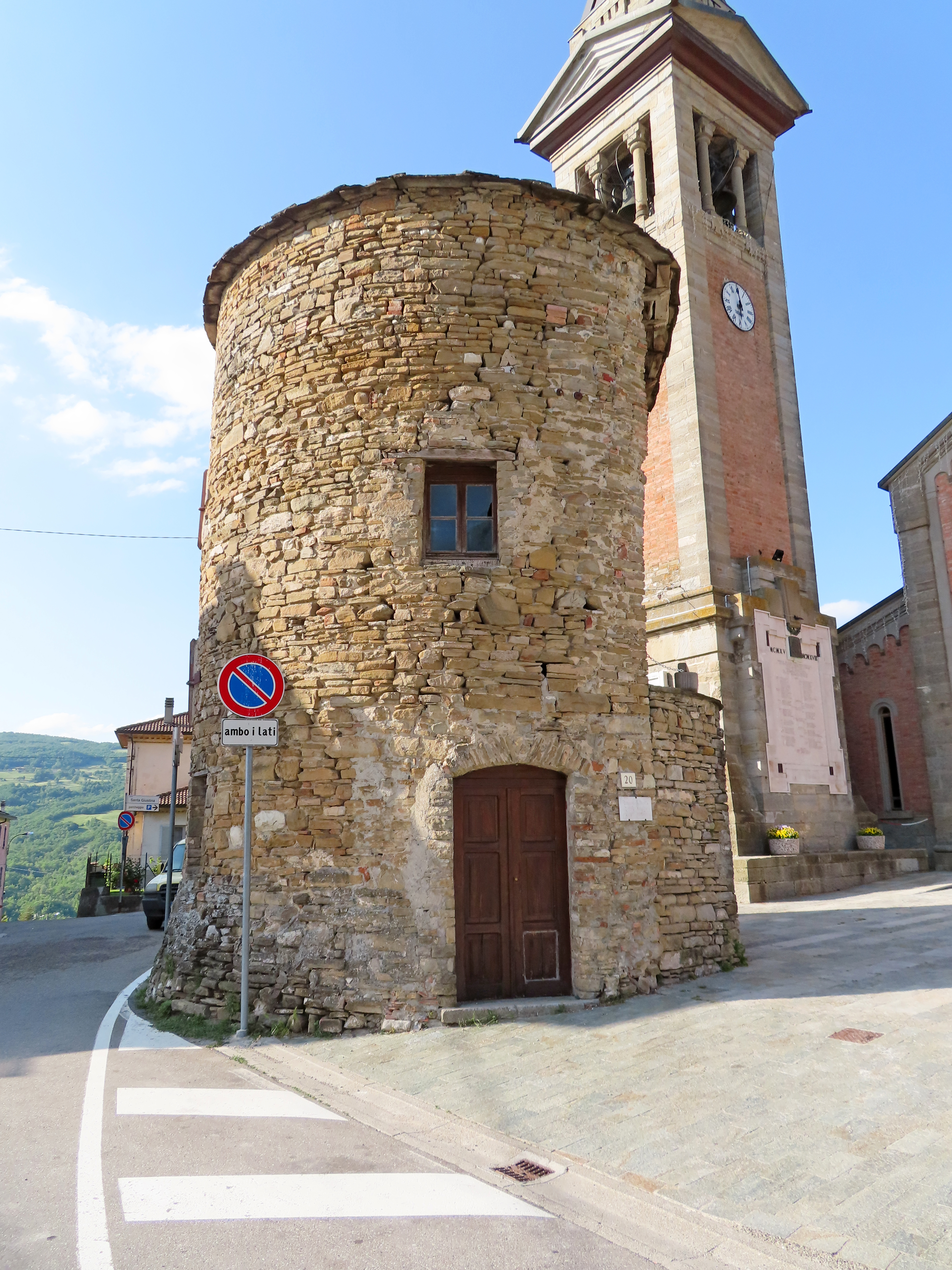
Westturm des Castello di Varsi

Das Castello di Varsi ist die Ruine einer mittelalterlichen Burg in Varsi in der italienischen Region Emilia-Romagna. Sie liegt neben der Kirche San Pietro Apostolo an der Piazza Monumento.

## Geschichte
Man weiß nicht genau, wann die Burg ursprünglich errichtet wurde, nimmt aber an, dass dies im 10. Jahrhundert durch das Bistum Piacenza geschah, das damals die Macht über dieses Gebiet innehatte.
1206 fanden in der Burg einige Verschwörer gegen den Konsul von Piacenza, Bartolomeo Tuna, Zuflucht. Nach einer 15-tägigen Belagerung eroberten die Truppen der Stadt Piacenza die Festung zurück.
In der zweiten Hälfte des 13. Jahrhunderts eroberten die Malaspina die Burg, aber 1294 eroberte sie der Guelfe Alberto da Fontana aus Rache gegen den Sohn des Burgbesitzers Isnardo Malaspina und überantwortete sie wieder dem Bistum Piacenza.
1303 überließ Bischof Ugo Pelosi mit der Genehmigung von Papst Bonifatius VIII. das Castello di Varsi dem Grafen von Fombio, Giovanni Scotti, im Tausch gegen das Castello di Santimento. Der neue Eigentümer ließ die Burg mit einem rechteckigen Grundriss, runden Ecktürmen und einem Bergfried in der Mitte als Wohnung für den Burgbesitzer neu errichten. Ebenfalls wurde dort die Abtei San Pietro Apostolo durch die bischöfliche Verwaltung errichtet.
1445 eroberte Obietto Fieschi das Castello di Varsi und gab es seiner Schwester Donella, die den Markgrafen von Fosdinovo, Spinetta Malaspina, heiratete, als Mitgift. Es entstand ein Streit zwischen den Familien Malaspina und Scotti, der erst 1469 von Gian Galeazzo Maria Sforza mit der Überantwortung des Lehens an die Brüder Tristano und Giovanni Scotti geschlichtet wurde. Letzterer wurde 1473 wegen einer Verschwörung gegen den Herzog von Mailand angeklagt, der seine Güter konfiszierte. Später kaufte der Graf von Fombio, Alessio Scotti, die Burg.
1720 verkauften die Scotti die Rechte an Varsi an die Grafen Ragarli, die die Macht über die Burg bis zur Abschaffung der Feudalrechte im ehemaligen Herzogtum Parma und Piacenza durch Napoleon im Jahre 1805 behielten.
Später kaufte die Familie Corsini die Burg, auf die die Zanetti und schließlich die Moruzzi folgten, denen heute noch ein Flügel der Burg gehört. Zur Schaffung der neuen Piazza Monumento gegen Ende des 19. Jahrhunderts wurde das Gebäude fast vollständig abgerissen, wobei nur drei Ecktürme, der rückwärtige Wohntrakt (später umgebaut) und der mittlere Flügel, der daran im 18. Jahrhundert angebaut wurde, erhalten blieben. Die Kirche San Pietro Apostolo, die im 17. Jahrhundert umgebaut worden war, wurde 1932 in der Länge erweitert, erhielt ihre neugotische Fassade, und der anschließende, nördliche Eckturm der Burg diente der Kirche als Glockenturm, bis diese 1926 einen neuen, neugotischen Glockenturm erhielt.

## Beschreibung
Im 16. Jahrhundert hatte die Burg einen rechteckigen Grundriss, war durch eine Mauer mit Zinnen geschlossen und von einem Graben umgeben. In ihrem Inneren erhob sich der Bergfried, der im 18. Jahrhundert zur Errichtung des mittleren Flügels abgerissen wurde. Auf der Rückseite erstreckte sich der Wohntrakt, der später umgebaut wurde, während auf der Nordwestseite die Abtei aus dem 14. Jahrhundert lag, die im 16. Jahrhundert im Barockstil umgebaut wurde.
Von der Burg mit Innenhof sind heute nur noch der völlig freistehende Westturm erhalten sowie der Südturm zusammen mit dem anschließenden Stück der Umfassungsmauer und der schlanke Nordturm auf der Rückseite der Kirche San Pietro Apostolo.
Die Türme, die vollständig aus Bruchstein bestehen, sind verstümmelt und durch wenige und kleine Fenster gekennzeichnet. Der südliche unterscheidet sich von den anderen, da er teilweise verputzt und von einem Gesims auf dem Dach gekrönt ist, weil er im 18. Jahrhundert umgebaut worden ist. Anschließend an letzteren ist die südwestliche Umfassungsmauer, ebenfalls aus Bruchstein, erhalten, an die sich senkrecht der mittlere Flügel aus dem 18. Jahrhundert durch einen letzten Mauerrest anschließt, in dessen Mitte ein Rundbogenportal, begrenzt durch Lisenen, liegt, das ebenfalls aus dem 18. Jahrhundert stammt.